# Дојлстаун (Охајо)
Дојлстаун (енгл. Doylestown) град је у америчкој савезној држави Охајо.

## Демографија
По попису из 2010. године број становника је 3.051, што је 252 (9,0%) становника више него 2000. године.
| Група             | 2000.         | 2010.         |
| Белци             | 2.755 (98,4%) | 2.948 (96,6%) |
| Афроамериканци    | 4 (0,1%)      | 19 (0,6%)     |
| Азијати           | 3 (0,1%)      | 5 (0,2%)      |
| Хиспаноамериканци | 17 (0,6%)     | 43 (1,4%)     |
| Укупно            | 2.799         | 3.051         |